# آرته جانسون
آرته جانسون (انگلیسی: Arte Johnson; ۲۰ ژانویهٔ ۱۹۲۹ – ۳ ژوئیهٔ ۲۰۱۹) بازیگر اهل ایالات متحده آمریکا بود. وی بین سال‌های ۱۹۵۴ تا ۲۰۰۶ میلادی فعالیت می‌کرد.
از فیلم‌ها یا برنامه‌های تلویزیونی که وی در آن نقش داشته‌است می‌توان به سسمی استریت، گرگ آسمان، کوجک، و مسیر کاننبال ۲ اشاره کرد.
وی همچنین برندهٔ جوایزی همچون جوایز امی ساعات پربیننده شده‌است.